# Emily Fischnaller
Emily Fischnaller (* 16. März 1993 in Portland, Maine als Emily Sweeney) ist eine US-amerikanische Rennrodlerin.

## Leben und Karriere
Ihr internationales Debüt im Rennrodeln gab Fischnaller im Rahmen der Rennrodel-Juniorenweltmeisterschaften 2009 in Nagano, wo sie bei einem deutschen Vierfachsieg Siebte wurde. Ein Jahr später wurde sie in Igls Fünfte, 2011 in Oberhof bei einem erneuten deutschen Vierfachsieg Achte. Bis dahin stand sie immer im Schatten ihrer Landsfrau Kate Hansen. Erst 2012 ließ sie in Königssee erstmals Hansen hinter sich und wurde Sechste. Damit qualifizierte sie sich auch für das Teamrennen, wo sie an der Seite von Tucker West, Tyler Andersen und Anthony Espinoza Fünfte wurde. Bei ihrer letzten Teilnahme an Rennrodel-Juniorenweltmeisterschaften 2013 in Park City gewann sie den Titel vor den Deutschen Carolin von Schleinitz und Nathalie Burkhardt. Mit der Mannschaft gewann sie an der Seite von Andersen, Espinoza und West zudem die Bronzemedaille.
Die ersten internationalen Rennen bei den Frauen bestritt Fisdchnalelr in Altenberg und Lillehammer und erreichte sogleich die Hauptrennen und platzierte sich auf den Rängen 13 und 16. Mit 65 Punkten war sie bei nur zwei Saisonrennen in der Gesamtwertung der Saison 2009/10 35. von 61 Starterinnen. Die Qualifikation für die Olympischen Winterspiele 2010 verpasste sie knapp gegen ihre Schwester. Etwas schwächer verlief die folgende Saison. Bei zwei Rennen, zum Auftakt in Igls sowie in Oberhof, erreichte sie das Hauptrennen. Dort erreichte sie mit den Plätzen 22 und 24 nur hintere Ränge. Am Königssee erreichte sie das Ziel nicht. In der Gesamtwertung kam sie bei 36 Punkten auf Platz 32. 2011/12 bestritt sie schon vier der neun Saisonrennen und verpasste mit den Platzierungen elf bis 13 in drei Rennen knapp die Top-Ten-Ränge und wurde am Ende mit 96 Punkte 26. der Gesamtwertung. Auch 2012/13 steigerte sich die Zahl der Weltcuprennen auf sechs der neun Saisonrennen. In Altenberg kam sie als Zehntplatzierte erstmals unter die Top-Ten, in Lake Placid erreichte sie als Neunte erstmals eine einstellige Platzierung. Höhepunkt der Saison war die erstmalige Teilnahme an den Rennrodel-Weltmeisterschaften. Im Whistler Sliding Centre wurde sie 2013 22. und verpasste damit knapp den finalen Durchgang der besten 20. Bei der gleichzeitigen als Race-in-Race durchgeführten U-23-Weltmeisterschaften wurde sie Elfte. Nach dem Rückschlag der Nichtqualifikation für die Weltcup-Saison 2013/14 und damit erneut der Olympischen Winterspiele 2014 in Sotschi und aufgrund von Fitnessproblemen wegen ihrer militärischen Ausbildung sowie der Nachwirkungen einer auf der Bahn von Sotschi zugezogenen Verletzung im Knie fiel sie zunächst in ein mentales Loch und zog sich einige Zeit vom Sport zurück. Danach ging sie ihren Sport mit neuem Elan an.

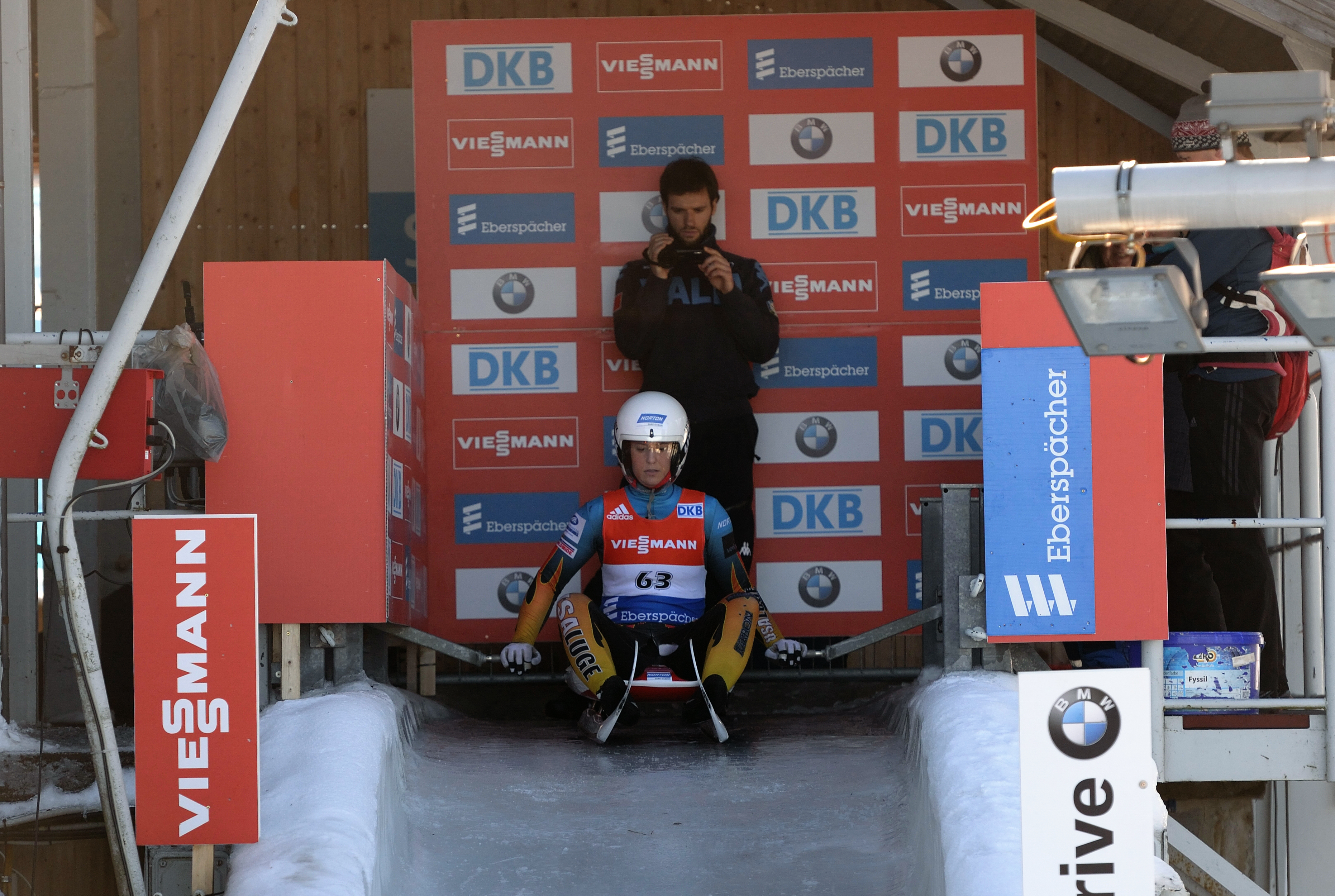
Fischnaller beim Training zum Weltcuprennen 2015 in Altenberg

Seit der Saison 2014/15 gehört Emily Fischnaller zur Weltspitze in ihrem Sport. Sie startete bei elf der zwölf Weltcuprennen, einschließlich aller drei der erstmals durchgeführten Sprintrennen. Sechsmal erreichte sie einstellige Platzierungen. In Königssee und in Lake Placid verpasste sie als Viertplatzierte bzw. Fünftplatzierte knapp die ersten Podiumsplatzierungen. Am Ende war sie mit 371 Punkten Neunte der Gesamtwertung. Mit der US-amerikanischen Staffel erreichte sie in Königssee zudem an der Seite von Christopher Mazdzer sowie Matt Mortensen und Jayson Terdiman den Silberrang. Die Rennrodel-Weltmeisterschaften 2015 am Königssee beendete sie als 14. 2015/16 trat sie in allen Saisonrennen an und erreichte neunmal einstellige Platzierungen. In Lake Placid rodelte sie hinter Erin Hamlin und vor Summer Britcher beim ersten US-amerikanischen Dreifachsieg in der Rodel-Weltcup-Geschichte mit Platz zwei ihre erste Platzierung auf dem Podium in einem Weltcup-Einzelrennen. Die Rennrodel-Weltmeisterschaften 2016 in Sigulda beendete sie als 22. Auch die Saison 2016/17 brachte erneut eine Leistungsverbesserung mit sich. In acht der 12 Saisonrennen erreichte sie einstellige Resultate. In Park City kam sie sowohl im Haupt- wie auch im Sprintrennen hinter Hamlin die zweiten Plätze. In der Gesamtwertung erreichte sie mit 564 erfahrenen Punkten den sechsten Platz. Bei den Weltmeisterschaften in Igls wurde sie 15., im Sprintrennen verpasste sie als Viertplatzierte nur knapp um fünf tausendstel Sekunden gegenüber Tatjana Hüfner den Gewinn ihrer ersten internationalen Medaille.

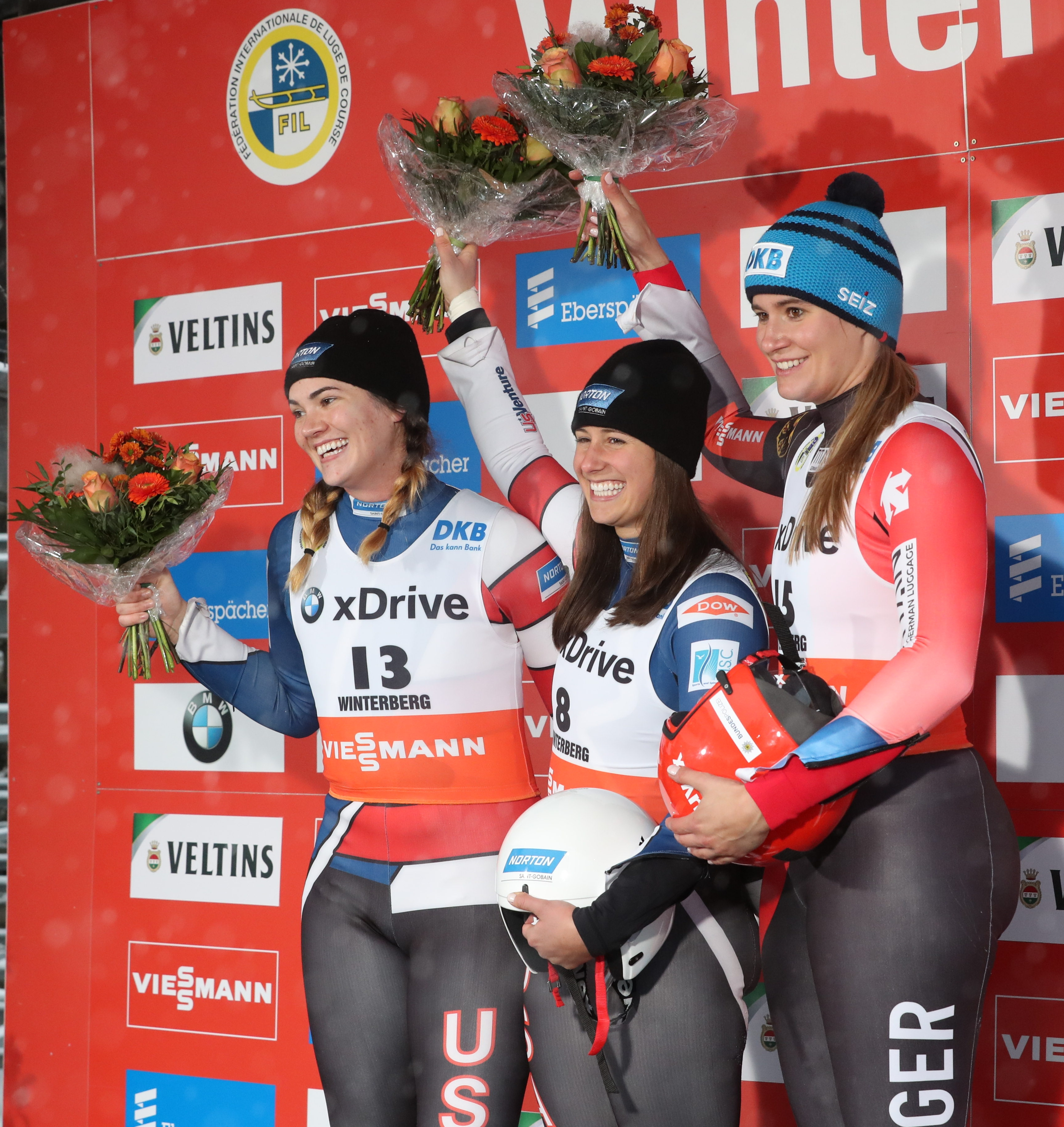
Siegerehrung für den ersten Weltcupsieg im Sprintrennen von Winterberg 2017, von links: Summer Britcher, Emily Fischnaller und Natalie Geisenberger.

Die Saison 2017/18 verlief durchwachsen. Über die Saison war ein Rückschritt in den Leistungen zu beobachten, mehrfach verpasste sie die Top-20-Ränge beziehungsweise die Qualifikation für die Sprintrennen der 15 besten der Weltcuprennen. In Winterberg konnte sie mit dem Sprintrennen ihr erstes Weltcuprennen gewinnen. Zuvor musste sie sich seit langem erstmals für das Weltcuprennen qualifizieren und schaffte dies souverän mit einem Sieg im Nationencuprennen. Am Ende wurde sie Elfte der Gesamtwertung mit 400 Punkten. Zum bisherigen Karrierehöhepunkt sollten die Olympischen Winterspiele 2018 von Pyeongchang werden, für die sich Fischnaller im dritten Anlauf erstmals qualifizieren konnte. Beim Wettbewerb im Olympic Sliding Centre erreichte sie im ersten Lauf noch eine gute Zeit und war Elfte, verpatzte dann aber den zweiten Lauf als 23. Auch im dritten Lauf erreichte sie nur eine mittelmäßige Zeit und war 16. Im Versuch, die Spiele sportlich noch zu einem versöhnlichen Abschluss zu bringen, stürzte Fischnaller in der während der Spiele berüchtigten Kurve neun, an der zuvor auch schon mehrere andere Rodler zu Fall kamen. Nach mehreren 100 Metern Rutschens durch die Bahn musste sie mehrere Minuten medizinisch versorgt werden und wurde anschließend in ein Krankenhaus gebracht, aus dem sie jedoch wenig später wieder entlassen wurde, da zunächst keine ernsthaften Verletzungen gefunden wurden. Die erste Diagnose musste wenige Tage später revidiert werden. Bei Fischnaller wurden Brüche im Nacken und der Wirbelsäule festgestellt. Es dauerte neun Monate, bis sie wieder in den Weltcup zurückkehrte. Auf der zweiten Weltcup-Station in Whistler erreichte sie auf Anhieb den dritten Rang. Bei den Weltmeisterschaften 2019 in Winterberg gewann sie eine Bronzemedaille im Einzel.
Die folgenden Jahre waren für Fischnaller immer wieder von gesundheitlichen Nachwirkungen ihrer schweren Verletzung aus Pyeongchang verbunden. Wiederholt musste sie Weltcuprennen auslassen, was für die Gesamtwertungen Platzierungen außerhalb der Top 10 bedeutete. Auch auf die Teilnahme an den Weltmeisterschaften 2020 in Sotschi musste sie gesundheitsbedingt verzichten. Bei den Weltmeisterschaften 2021 am Königssee fuhr sie auf den siebten Rang in der olympischen Disziplin. Die Olympischen Winterspiele 2022 in Yanqing beendete sie nach einem Sturz im zweiten Lauf auf Rang 26. Erst in der Saison 2022/23 gelang ihr eine Stabilisierung, die den fünften Platz im Gesamtweltcup brachte; in dieser Saison trat sie zudem bei einzelnen Rennen zusammen mit Summer Britcher im neuen Doppelsitzer der Frauen an. Beim Weltcupauftakt von Innsbruck-Igls belegte sie den Silberrang in olympischer Einsitzer-Disziplin und dem Einsitzer-Sprint, auch in Park City gewann sie eine Silbermedaille im Einsitzer. Nach dem Aufwärtstrend musste sie den Saisonhöhepunkt, die Weltmeisterschaften 2023 in Oberhof jedoch erneut aufgrund gesundheitlicher Probleme auslassen. Die Weltmeisterschaften 2024 in Altenberg beendete sie als 20., im Gesamtweltcup der 2023/24 wurde sie Achte. In der Saison 2024/25 fuhr sie auf den Silberrang in der olympischen Disziplin sowie auch zusammen mit Jonathan Eric Gustafson im neuen Mixed-Team-Event, eine weitere Bronzemedaille folgte bei der Weltcupstation in Winterberg in der olympischen Disziplin; den Gesamtweltcup beendete sie auf dem 13. Platz. Bei den Weltmeisterschaften 2025 gewann sie Bronze in der olympischen Disziplin und Silber im Mixed-Team-Event mit Gustafson.
Bei den Rennrodel-Amerika-Pazifikmeisterschaften gewann Fischnaller 2014 in Lake Placid und 2016 in Park City jeweils hinter ihrer Landsfrau Erin Hamlin die Silbermedaille. Sie gewann schließlich 2018 in Lake Placid und 2019 in Whistler jeweils Goldmedaillen.

## Persönliches
Fischnaller lebte über viele Jahre in Suffield. Sie ist Schwester der ehemaligen Rennrodlerin Megan Sweeney und rodelt selbst seit sie zehn Jahre alt ist; dem US-Nationalkader gehört sie seit 2009 an. Sie ist Angehörige der Militärpolizei der Army National Guard und Teil des World Class Athlete Program. Sie ist mit dem italienischen Rodler Dominik Fischnaller liiert, im Mai 2025 heiratete das Paar.

## Statistik
Platzierungen im Gesamtweltcup
| Saison  | Platz                            | Punkte                           |
| ------- | -------------------------------- | -------------------------------- |
| 2009/10 | 35.                              | 065                              |
| 2010/11 | 32.                              | 036                              |
| 2011/12 | 26.                              | 096                              |
| 2012/13 | 20.                              | 185                              |
| 2014/15 | 09.                              | 371                              |
| 2015/16 | 08.                              | 537                              |
| 2016/17 | 06.                              | 564                              |
| 2017/18 | 11.                              | 400                              |
| 2018/19 | 15.                              | 320                              |
| 2019/20 | 12.                              | 381                              |
| 2021/22 | 19.                              | 226                              |
| 2022/23 | 05. (Einsitzer) 9.(Doppelsitzer) | 602(Einsitzer) 295(Doppelsitzer) |
| 2023/24 | 08.                              | 583                              |
| 2023/24 | 13.                              | 293                              |

Weltcupsiege in Einzelrennen
| Nr. | Datum         | Ort                 | Bahn               |
| --- | ------------- | ------------------- | ------------------ |
| 1.  | 27. Nov. 2017 | Winterberg (Sprint) | Bobbahn Winterberg |

## Einzelbelege
1. ↑  Emily Sweeney auf olympic.org
2. ↑  Emily Sweeney. In: Eurosport. Abgerufen am 14. April 2024.
3. ↑  Megan Sweeney, of Suffield, Conn., chosen as luger for U.S. women's Olympic team. In: masslive.com. (masslive.com [abgerufen am 29. Juni 2018]).
4. 1 2  Luge | Athlete Profile: Emily SWEENEY – Pyeongchang 2018 Olympic Winter Games. Archiviert vom Original (nicht mehr online verfügbar) am 21. April 2018; abgerufen am 29. Juni 2018 (englisch).
5. ↑  Blick: Wieder Sturz in Kurve 9: US-Rodlerin Sweeney brutal abgeworfen. Abgerufen am 29. Juni 2018.
6. ↑  https://www.fil-luge.org/de/news/das-unglaubliche-comeback-der-emily-sweeney. Abgerufen am 3. Januar 2019.
7. ↑  Gold für Eggert/Benecken und Geisenberger. In: Sportschau. 26. Januar 2019, abgerufen am 28. Januar 2019.
8. ↑  Im Liebesglück: Südtirols Rodel-Star hat geheiratet. In: sportnews.bz. SportNews.bz, 8. Mai 2025, abgerufen am 19. Juli 2025.

| Personendaten    | Personendaten                                                                                         |
| ---------------- | --- |
| NAME             | Fischnaller, Emily                                                                                    |
| ALTERNATIVNAMEN  | Fischnaller, Emily Carolyn (vollständiger Name); Sweeney, Emily (Geburtsname); Sweeney, Emily Carolyn |
| KURZBESCHREIBUNG | US-amerikanische Rennrodlerin                                                                         |
| GEBURTSDATUM     | 16. März 1993                                                                                         |
| GEBURTSORT       | Portland, Maine                                                                                       |